# (3942) Churivannia
(3942) Churivannia – planetoida z grupy pasa głównego asteroid okrążająca Słońce w ciągu 3,7 lat w średniej odległości 2,39 j.a. Została odkryta 11 września 1977 roku w Krymskim Obserwatorium Astrofizycznym w Naucznym przez Nikołaja Czernycha. Nazwa planetoidy pochodzi od ojca i starszego brata astronoma Klima Czuriumowa – przyjaciela odkrywcy.